# Erika Huszár
Erika Huszár (ur. 22 listopada 1983 w Jászberény) – węgierska łyżwiarka szybka specjalizująca się w short tracku, medalistka mistrzostw Europy. Dwukrotnie uczestniczyła w zimowych igrzyskach olimpijskich. Najlepszy rezultat osiągnęła podczas igrzysk olimpijskich w Turynie, gdzie w konkurencji na 1500 m zajęła 4. miejsce.